# Wolf Parade
Wolf Parade är ett indierock band från Montréal, Québec, Kanada, bildat  2003 av musiker från British Columbia.
Deras album, Apologies to the Queen Mary släpptes den 27 september 2005. Den 17 juni 2008, släpptes Wolf Parades andra album, At Mount Zoomer.

## Medlemmar
Senaste medlemmar
- Dan Boeckner - sång, gitarr (2003-2011)
- Spencer Krug - sång, keyboard (2003-2011)
- Arlen Thompson - trummor (2003-2011)
- Dante DeCaro - gitarr, slagverk (2005-2011)

Tidigare medlemmar
- Hadji Bakara - keyboard (2003-2010)

## Diskografi
Studioalbum
- Apologies to the Queen Mary (2005)
- At Mount Zoomer (17 juni 2008)
- Expo 86 (2010)

EP
- Wolf Parade (4 sångar) (2003)
- Wolf Parade (6 sångar) (2004)
- Wolf Parade (2005)

Singlar
- Promo #1 (2005)
- Modern World (2006)
- Shine a Light (2006)
- I'll Believe in Anything (2006)
- Call It a Ritual (2008)
- Cloud Shadow on the Mountain / Yulia (2010)
- Semi-Precious Stone / Agents of Love (2010)

Samlingsalbum
- Kissing the Beehive (Live Compilation) (2008)